# 赫爾曼·馮·斯坦因
赫爾曼·克里斯特利布·馬特烏斯·斯坦因（德語：Hermann Christlieb Matthäus Stein，1913年起稱馮·斯坦因（von Stein）1854年9月13日–1927年5月26日）是一位普魯士軍官、第一次世界大戰期間的砲兵將軍和戰爭部長。他是功勳勳章的獲得者。